# Iimori (Berg)
Der Iimori (japanisch 飯盛山 Iimori-yama) ist ein Berg im Westen der Präfektur Fukushima. Der Iimori hat eine Höhe von 314 m und liegt etwa 1,5 Kilometer nordöstlich der Burg Aizu-Wakamatsu.
Am Fuß des Iimori befindet sich der Tempel Sazaedō (さざえ堂), eine im 18. Jahrhundert erbaute Holzpagode. Der Iimori ist zudem bekannt für die Grabmäler einer Gruppe von Byakkotai, die während des Boshin-Kriegs dort Seppuku verübte.

## Galerie

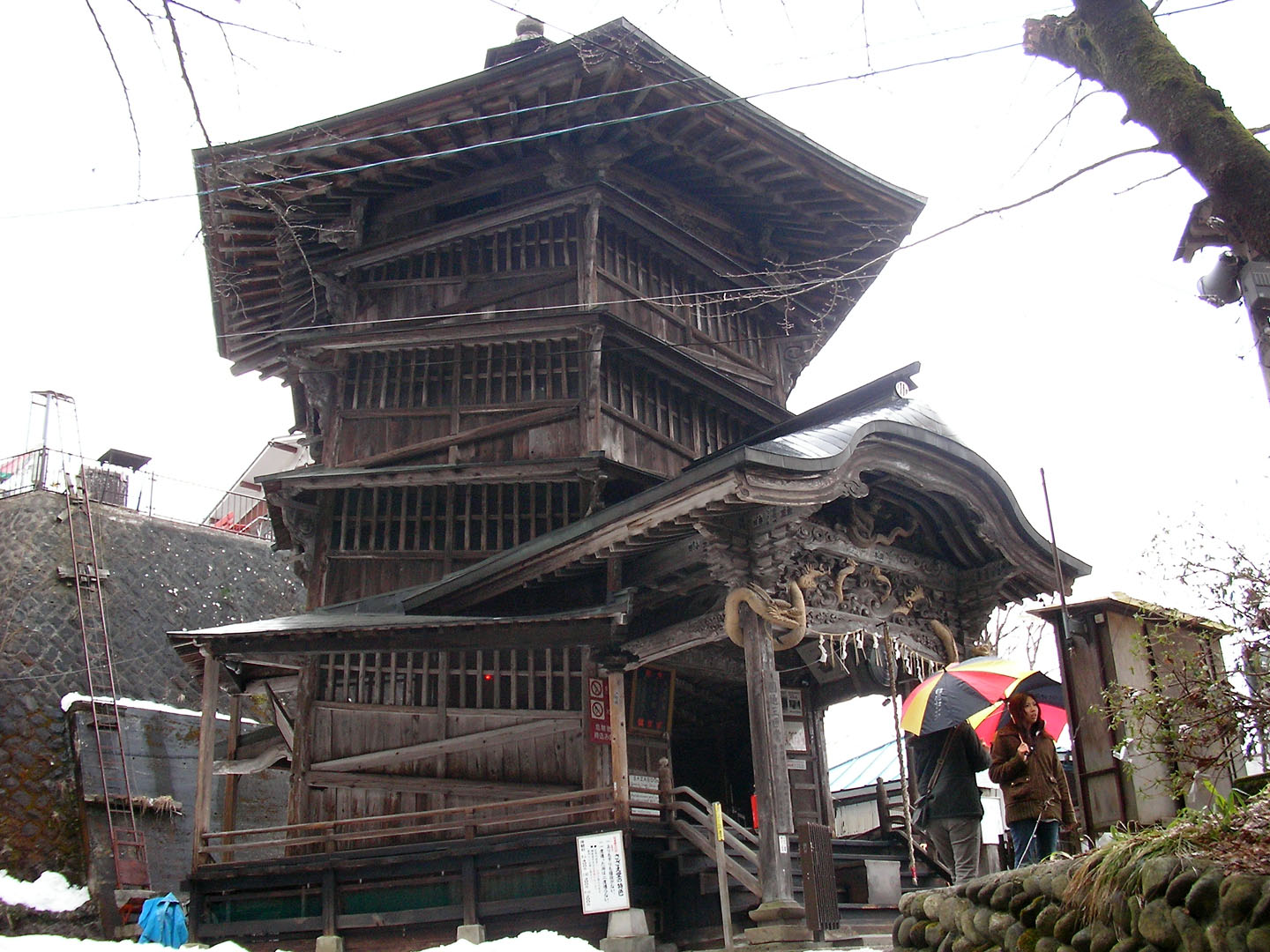
Sazaedō
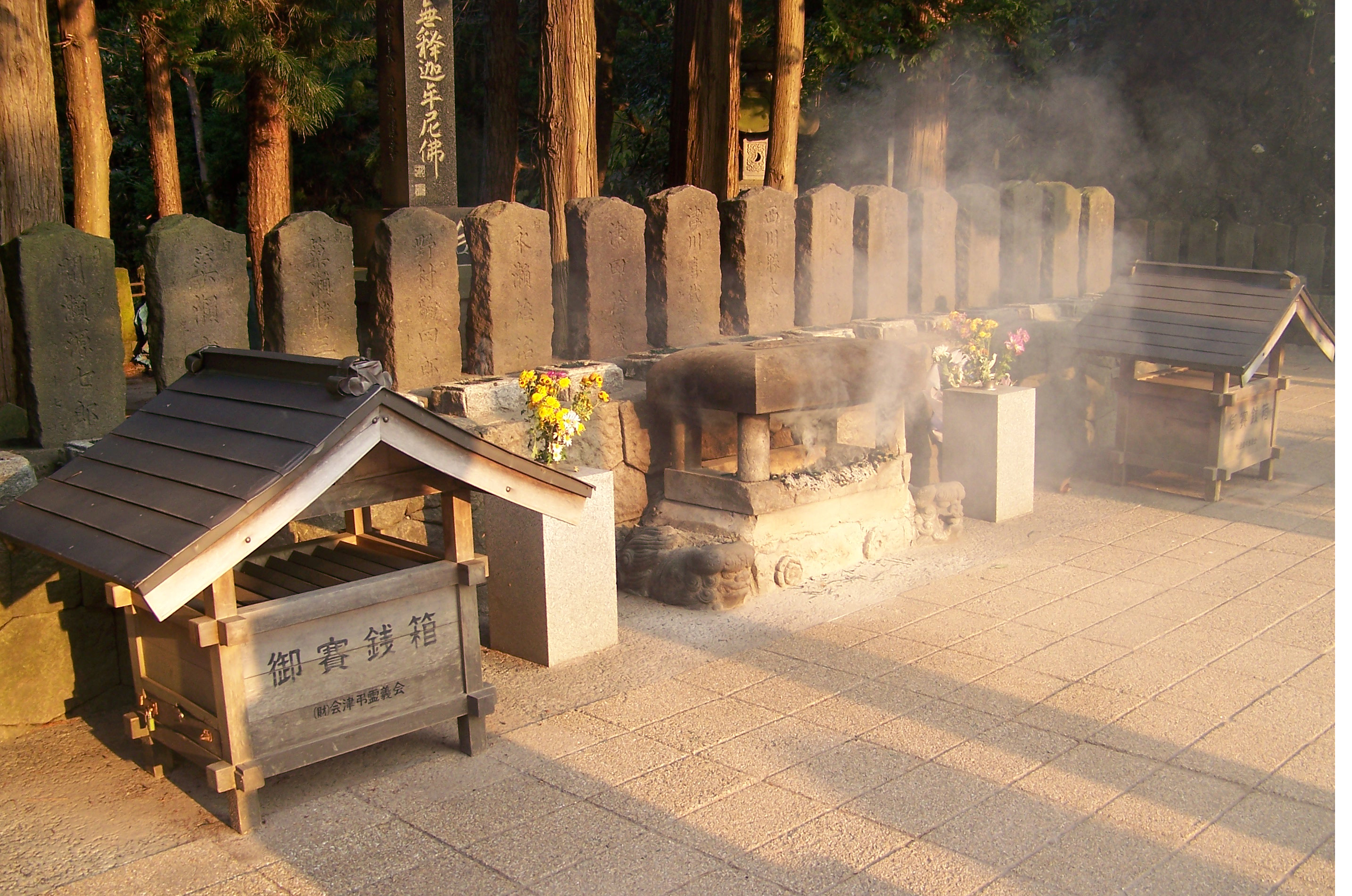
Byakkotai-Grabmäler
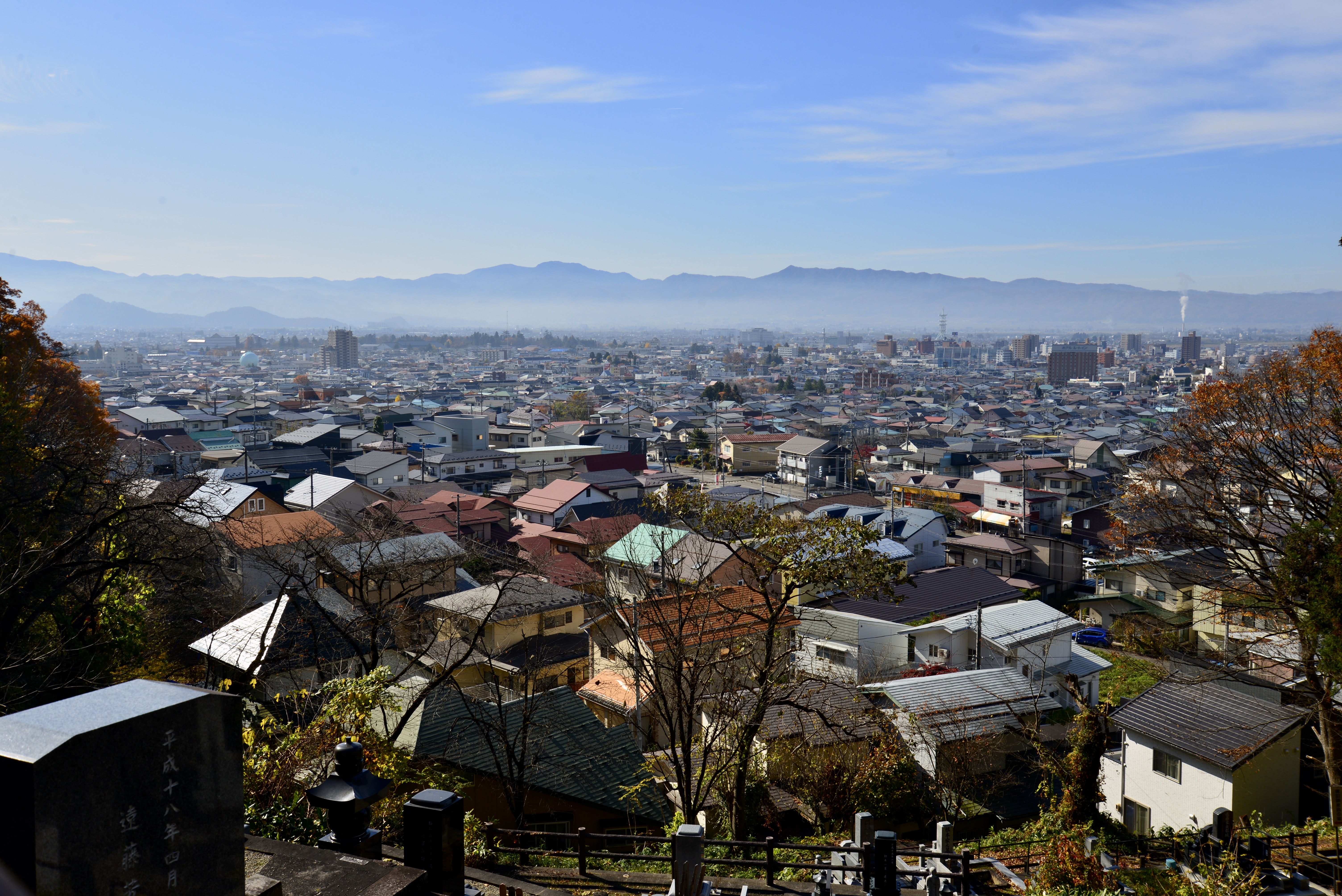
Blick vom Iimori